# 77 Девы
77 Девы (лат. 77 Virginis), HD 117878 — одиночная звезда в созвездии Девы на расстоянии приблизительно 267 световых лет (около 82 парсек) от Солнца. Визуальная звёздная величина звезды — +7,1m.

## Характеристики
77 Девы — жёлто-белая звезда спектрального класса A4V, или A9V, или F0, или F3IV. Масса — около 1,6 солнечной, радиус — около 1,906 солнечного, светимость — около 7,7 солнечной. Эффективная температура — около 7224 K.

## Планетная система
В 2019 году учёными, анализирующими данные проектов Hipparcos и Gaia, у звезды обнаружена планета HIP 66131 b.